# نیزه‌نوک پیشانی‌سبز
نیزه‌نوک پیشانی‌سبز (نام علمی: Doryfera ludovicae) نام یک گونه از سرده نیزه‌نوک‌ها است.